# کاسباخ-اولنبرگ
کاسباخ-اولنبرگ (به آلمانی: Kasbach-Ohlenberg) یک شهر در آلمان است که در Neuwied واقع شده‌است. کاسباخ-اولنبرگ ۱٬۴۲۶ نفر جمعیت دارد.